# Tóth István (szobrász, 1861–1934)
Tóth István (Szombathely, 1861. november 9. – Budapest, 1934. december 12.) magyar szobrászművész.

## Életpályája

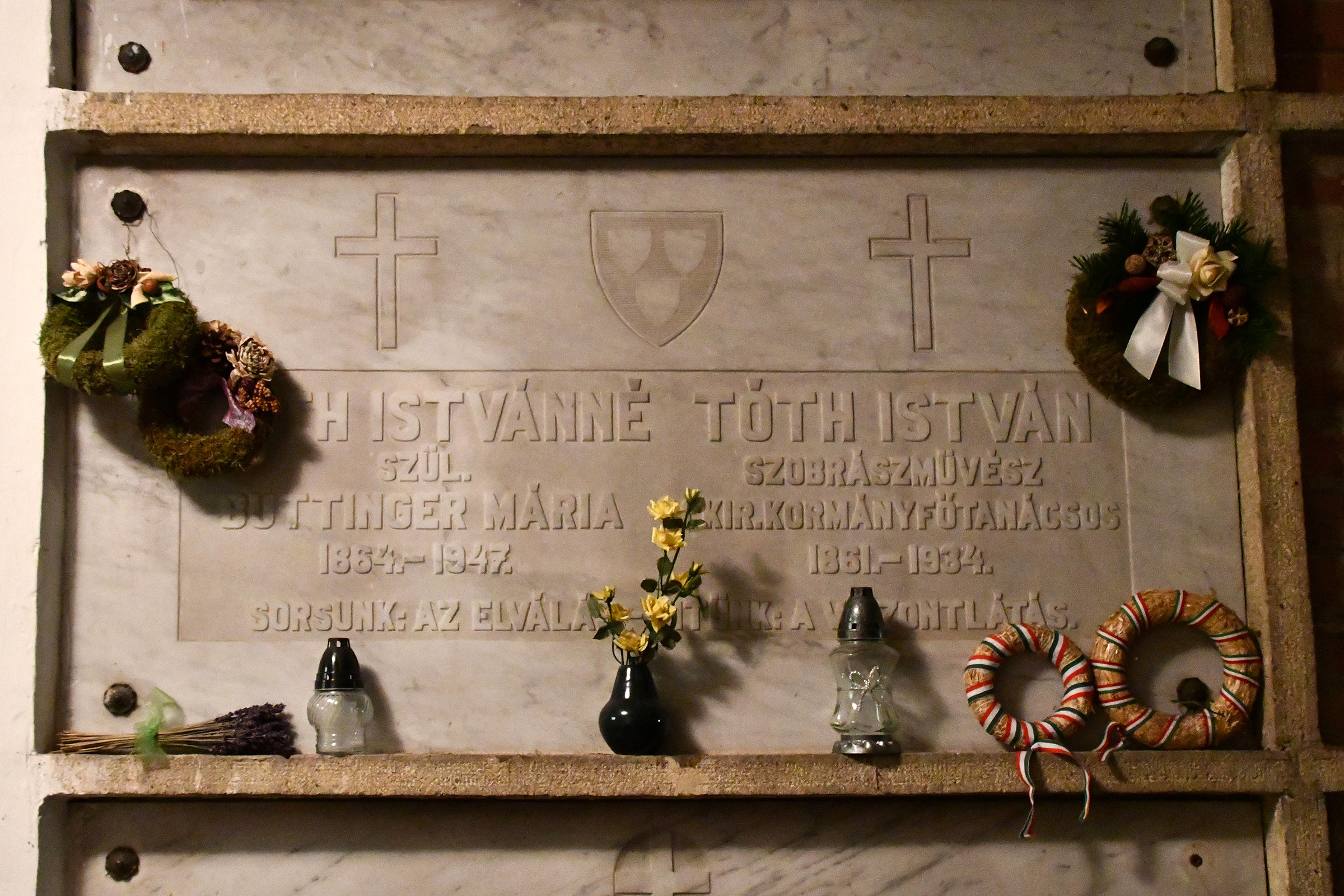
Sírja a szombathelyi szaléziánus templom kriptájában

Tanulmányait a bécsi Akadémián végezte, majd Budapesten telepedett le. 1908-ban részt vett a Bartha Miklós szoborpályázaton. Számos egyházi tárgyú szobrot, nyilvános emléket és zsánerfigurát mintázott. A formaszépségre való törekvést naturalista fölfogással egyesíti.
A szombathelyi Szent Quirinus-templomban nyugszik, sírhelyét a Nemzeti Emlékhely és Kegyeleti Bizottság „A” kategóriában a Nemzeti sírkert részévé nyilvánította.

## Köztéri szobrai
- Budapest: Kossuth Lajos, Hunyadi János, Nepomuki Szent János (készült 1921-ben, az ostrom során, 1944/45-ben elpusztult)[2]
  - Polipölő[3]
- Szentes: Kossuth Lajos
- Szombathely: Szent Márton (a székesegyházban), Szily János, Horvát Boldizsár
- Nagyvárad: Szent László egész alakos bronzszobra (1893) és Szaniszló Ferenc püspök egész alakos bronzszobra (1896) a székesegyház előtt. A Pietà-szobor (1906) eredetileg a váradolaszi plébániatemplom előtt állt, köztéren, jelenleg viszont a templom kertjében, a kerítésen belül.

Jelesebb művei közé tartozik még a Fővárosi Állat- és Növénykertben látható nagyméretű Bosszú (eredetileg Ősember, 1899), a budai Várhegy alján lévő férfiakt (polippal küzdő) és a Szépművészeti Múzeumban lévő kis bronzcsoport, padon ülő magyar parasztlányokkal. Számos alkotása látható a szegedi Fogadalmi templomban és a nagyváradi székesegyház főoltárán.

## Képgaléria

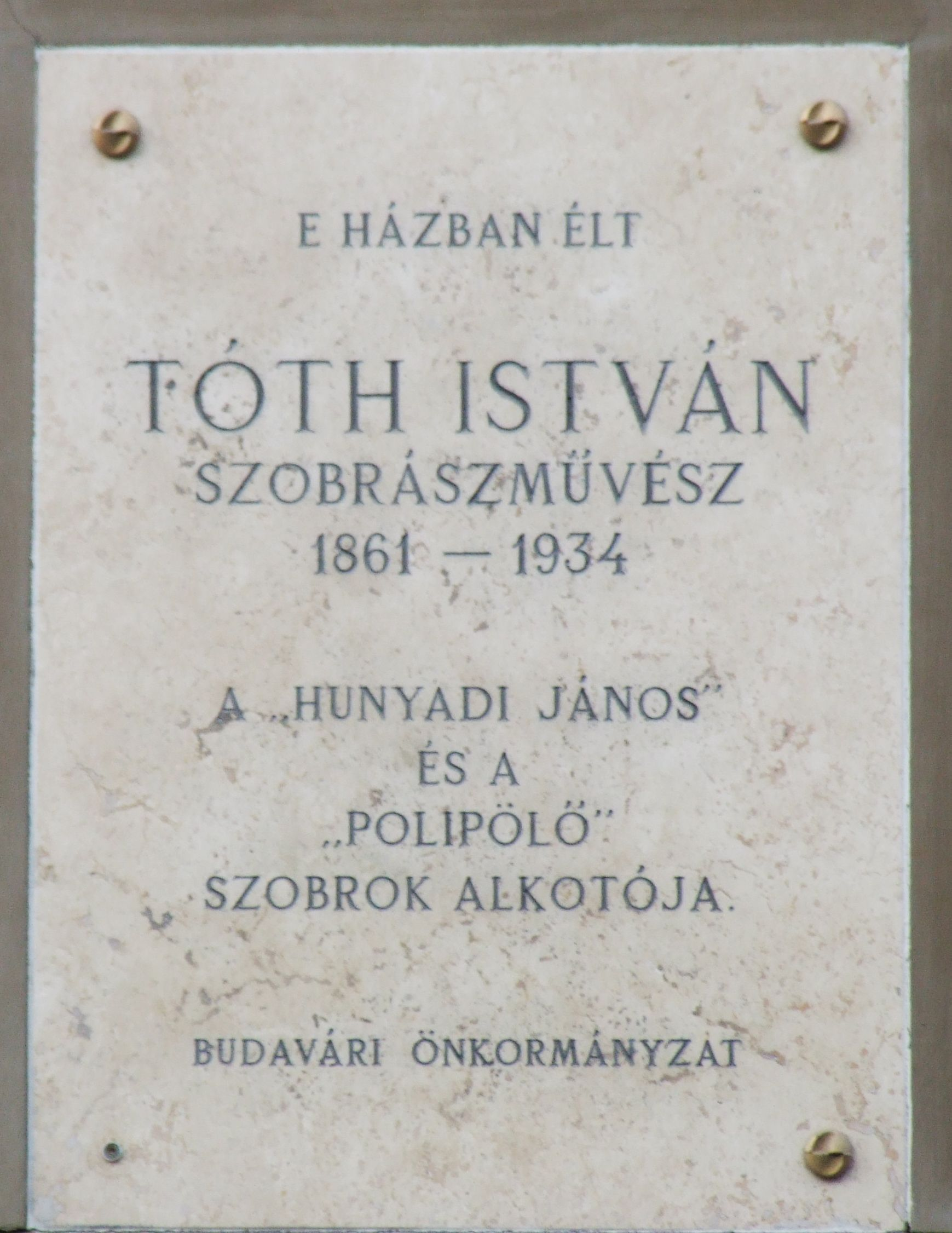
Emléktáblája: Budapest I. kerület, Döbrentei utca 6.
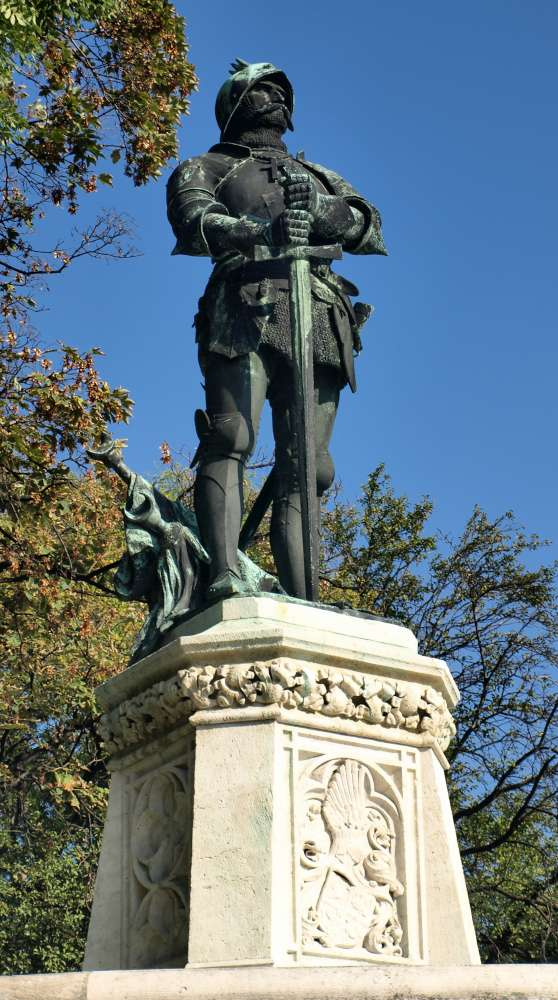
Hunyadi János szobra Budán, a Halászbástya alatt
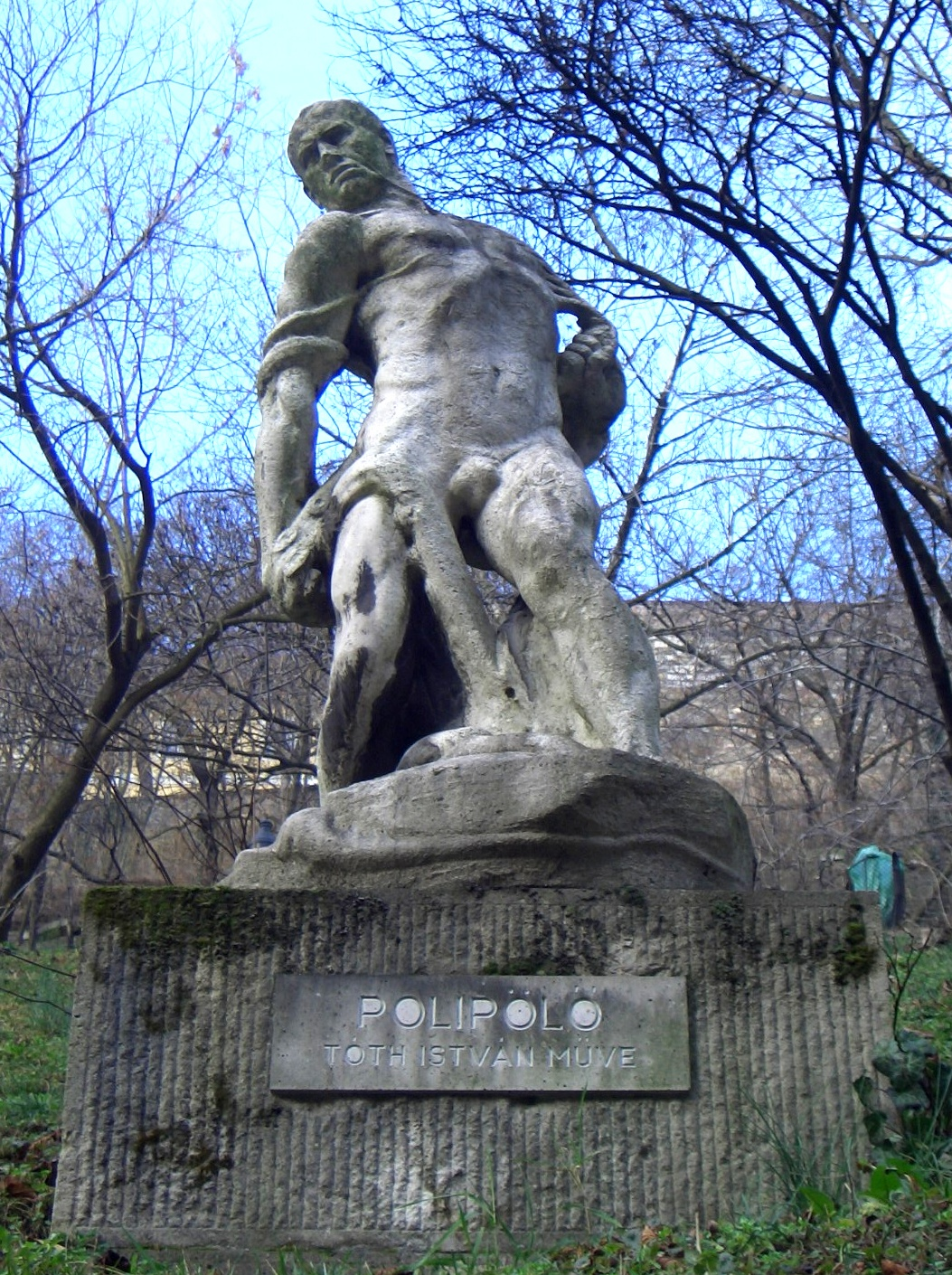
A „Polipölő” Budán, a Hunyadi János úton
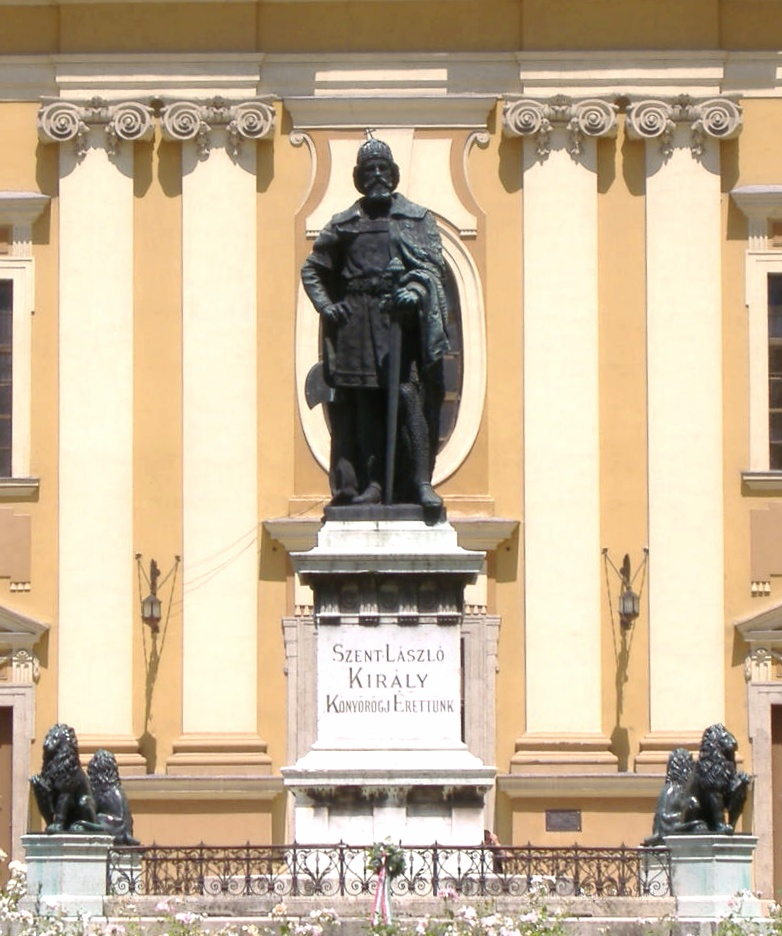
Szent László király szobra Nagyváradon
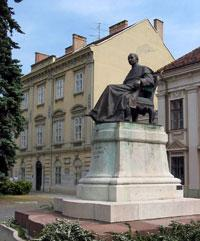
Szily János szobra Szombathelyen
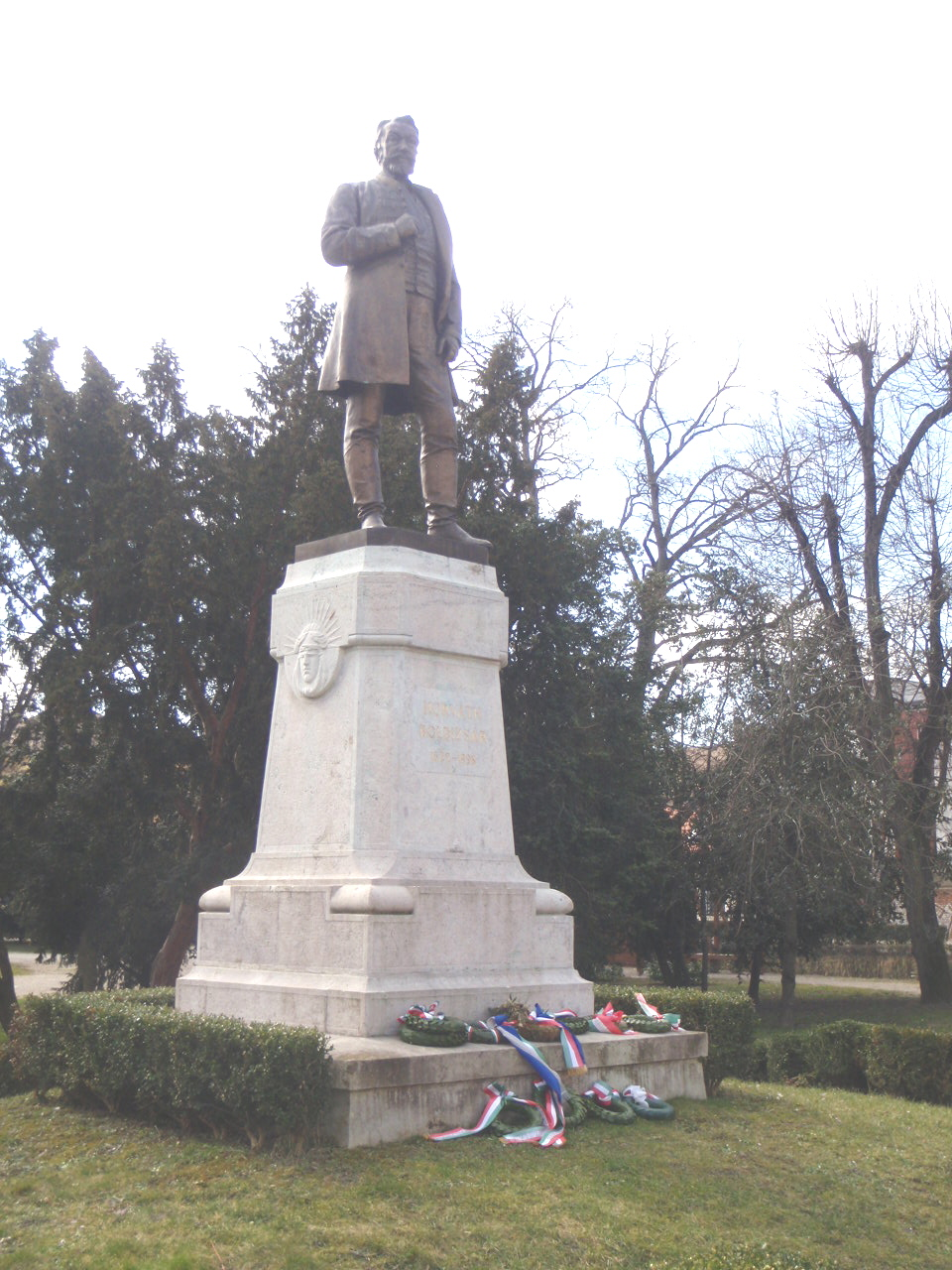
Horvát Boldizsár szobra Szombathelyen
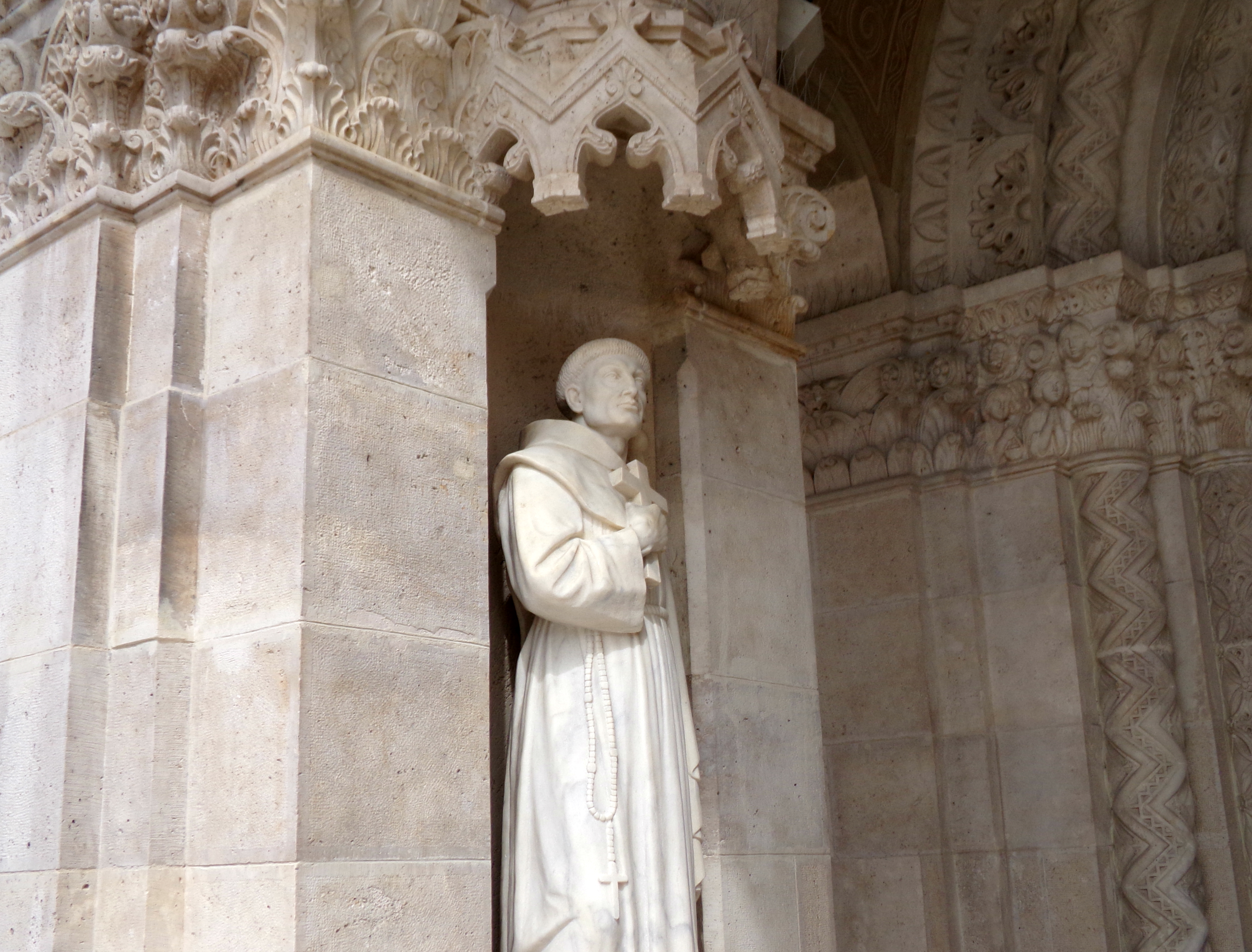
Kapisztrán Szent János szobra Szegeden, a Szegedi Dóm bejáratánál
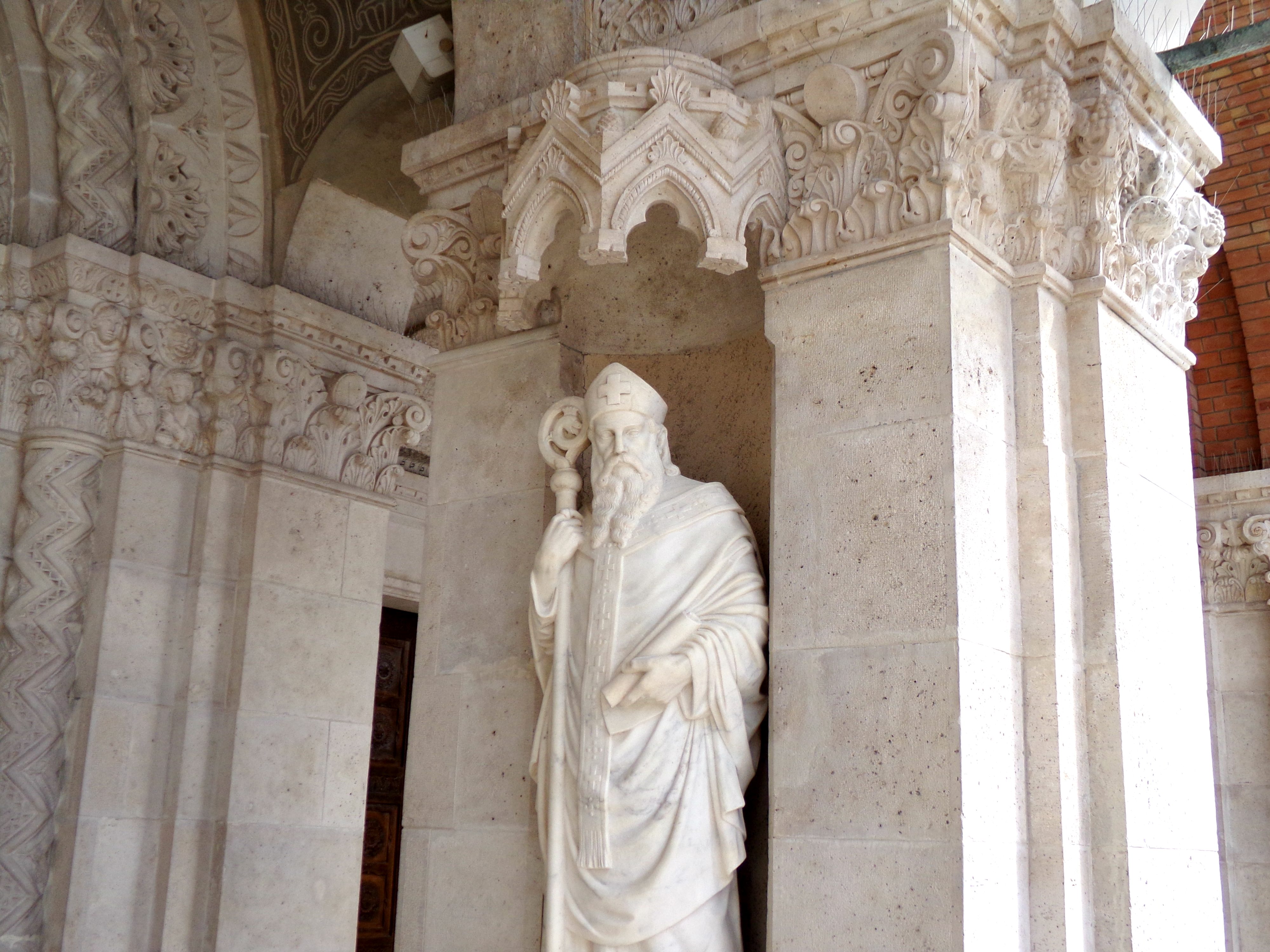
Szent Gellért szobra a Szegedi Dómnál

## Egyéb irodalom
- Fábián László – Ács Pál: A szép aktualitása – Tóth István (1861–1934), Hanga Kiadó, Szombathely, 2002, ISBN 963-412-446-1